# Клаубер, Игнац Себастьян
Игнац Себастьян Клаубер, Клаобер (нем. Ignaz Sebastian Klauber; 1753—1817) — немецкий (баварский) гравёр резцом на меди, большую часть жизни работавший в Российской империи. Педагог, академик, советник Императорской Академии художеств.

## Биография
Самый известный представитель семьи знаменитых немецких гравёров Клаубер. Внучатый племянник Иоганна Батиста, сын Франца Ксавье и внук Йозефа Себастьяна Клауберов.
Первоначальное художественное образование получил под руководством своего отца-гравёра. С 1774 года жил в Риме. В 1787 году отправился в Париж, где совершенствовался в искусстве гравирования в мастерской И. Г. Вилле. Член Парижской академии живописи и скульптуры (1788) за выполненные портреты Ш. Ван Лоо с картины Э. Лесюэра, и Аллегрена с Ж. Дюплесси).
Получил титул королевского гравёра. Французская революция вынудила его уехать из Парижа в Аугсбург, а оттуда в Нюрнберг. Здесь появилось издание «Principales figures de mythologie, exécutées en taille douce d’après les pierres gravées antiques qui appartenaient autrefois au bar. de Storsch, et qui sont aujourd’hui dans le Cabinet du roi de Prusse» — собрание гравюр, выполненных как самим Клаубером, так и другими, под его наблюдением, по рисункам Д. Казановы и других художников.
В 1795 году к прежнему титулу Клаубера добавились звания придворного гравёра курфюрста трирского и члена Датской королевской академии изящных искусств.
В 1796 году он прибыл в Санкт-Петербург, по приглашению президента Императорской академии художеств графа А. И. Мусина-Пушкина, с предложением руководить преподаванием в ИАХ гравирования; но, обязавшись, по контракту, исполнять эту должность только три года, Клаубер усердно трудился на ней до конца своей жизни, чем существенно способствовал успехам гравирования в России (1796—1817).
Ему обязаны своим развитием Н. Уткин, А. Березников, А. Ухтомский, Е. Скотников, С. Галактионов, К. Афанасьев, К. Ческий и другие искусные русские гравёры начала XIX столетия.
С 1797 года Игнац Себастьян Клаубер имел звание советника Императорской Академии художеств.
Из произведений Клаубера наиболее известны «Мадонна» по картине А. Карраччи; «Милосердие» с живописного оригинала Г. Рени; «Спаситель мира» с картины Ж. Стелла; «Геометр» по оригиналу Ф. Вола, «Портрет Н. Нетчера в окне» с картины этого живописца; «Дама с попугаем» с Ф. Мириса, и портреты князя А. Белосельского-Белозерского (с Ж. Карафы), митрополита Гавриила (с Нила Уткина), императрицы Елизаветы Алексеевны (с Э. Виже-Лебрен), императрицы Марии Фёдоровны (1805, с Г. Кюгельхена), графа А. И. Мусина-Пушкина (с И. Лампи), графа М. И. Платова (с Я. Ромбауэра), митрополита Платона (с Гуттенбруна), императора Павла I (с Ж.-Л. Вуаля), графа А. С. Строганова (с Лампи), путешественника Дж. Кука и некоторых других исторических лиц.

## Галерея

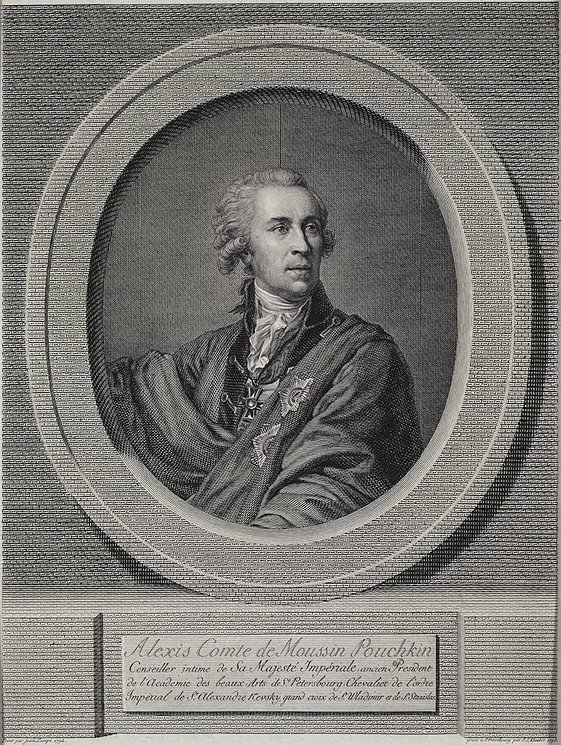
Портрет графа А. И. Мусина-Пушкина
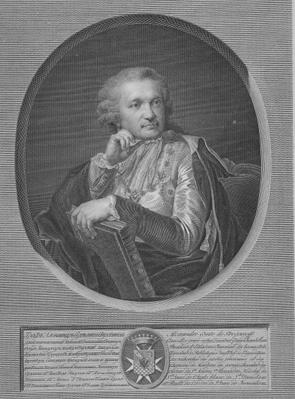
Портрет графа А. С. Строганова
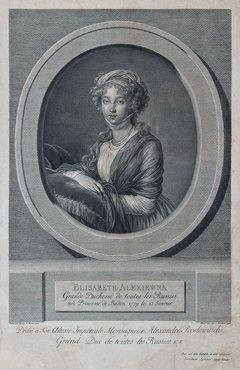
Портрет императрицы Елизаветы Алексеевны